# Otoniel Alcedo
Otoniel Alcedo Culquicóndor, SDB, (Ayabaca, 3 de julio de 1914 - Lima, 20 de junio de 1997),  fue un sacerdote salesiano peruano, arzobispo emérito de Ayacucho.

## Biografía
Siguiendo su vocación religiosa, ingresó a la Pía Sociedad de San Francisco de Sales.
Fue ordenado sacerdote el 26 de noviembre de 1939.  

## Episcopado
El 17 de febrero de 1953 fue nombrado Obispo Titular de Forma y Obispo auxiliar de Chachapoyas, diócesis de Perú, recibiendo la ordenación episcopal el 26 de abril de ese mismo año. El 28 de agosto de 1958 fue nombrado Arzobispo Titular de Forma y Obispo de Ayacucho. Siendo Obispo de Ayacucho donó a la Congregación Salesiana el Colegio San Juan Bosco dirigido por la diócesis que pasó, desde entonces, a ser un colegio salesiano. Como la diócesis de Ayacucho fue elevada a Arquidiócesis, pasó a ser su Arzobispo, el 30 de noviembre de 1966. El 20 de noviembre del año 1979 se retira del cargo y es nombrado Arzobispo emérito de Ayacucho.
Sus restos mortales descansan en la cripta de la Catedral de Ayacucho.